# شونتا تاکاهاشی
شونتا تاکاهاشی (انگلیسی: Shunta Takahashi؛ زادهٔ ۹ فوریهٔ ۱۹۸۹) بازیکن فوتبال اهل ژاپن است.